# Mamagama
I Mamagama sono un gruppo musicale azero fondato nel 2021 a Baku. Il gruppo è composto dal cantante Səfael "Asəf" Mişiyev, dal chitarrista Bəhruz "Huss" Əfəndiyev e dal batterista Allahverdi "Arif" Qumbətli.
Hanno rappresentato l'Azerbaigian all'Eurovision Song Contest 2025 con il brano Run with U.

## Storia
Formatisi nel 2021 a Baku, tutti i membri del gruppo avevano già avuto esperienza in precedenti ensemble musicali. Hanno iniziato ad esibirsi a vari festival internazionali.
Nel 2022 hanno partecipato al Kënga Magjike, uno dei principali festival della musica albanese assieme al Festivali i Këngës, dove hanno conquistato il primo premio nella sezione "artisti internazionali" grazie al loro singolo Dreamer. Verso la fine dell'anno si sono proposti per rappresentare l'Azerbaigian all'Eurovision Song Contest 2023. Nonostante siano stati selezionati tra i cinque candidati finali, l'emittente pubblica azera ha finito per scegliere il duo TuralTuranX come rappresentanti nazionali a Liverpool.
Il 4 febbraio 2025, l'emittente radiotelevisiva İTV ha annunciato di aver selezionato internamente il trio per rappresentare l'Azerbaigian all'Eurovision Song Contest 2025 a Basilea, in Svizzera. Il loro singolo eurovisivo, Run with U, è stato pubblicato il 19 febbraio seguente. Nel maggio successivo, si sono esibiti durante la prima semifinale della manifestazione europea, non riuscendo però a qualificarsi per la finale.

## Stile musicale
Nella loro musica, i Mamagama uniscono elementi di musica tradizionale ad altre sonorità più moderne tendenti all'indie pop e al rock alternativo.

## Formazione
Attuale
- Səfael "Asəf" Mişiyev – voce
- Bəhruz "Huss" Əfəndiyev – chitarra
- Allahverdi "Arif" Qumbətli – batteria

Precedente
- Roman Zilyanev – chitarra
- Klim Qudin – batteria

## Discografia

### EP
- 2025 – 37

### Singoli
- 2022 – My Medicine
- 2022 – Sleep
- 2022 – Dreamer
- 2023 – River
- 2023 – This Is for You
- 2025 – Run with U